# Einheits-Klänge
Einheits-Klänge (Enighetstoner), op. 62, är en vals av Johann Strauss den yngre.  

## Bakgrund
Revolutionsåret 1848 var en tid av dramatisk politisk utveckling inom Habsburgmonarkin. Det Tyska förbundet hade ingåtts 1815 efter Wienkongressen och var ett statsförbund av 41 självständiga tyska stater, bland dem Kungariket Preussen och Kejsardömet Österrike. Den 18 maj 1848 sammanträdde för första gången Frankfurtparlamentet, det första fritt valda tyska parlamentet, med representanter från alla tyska stater. Målet var "Tysk enighet". Johann Strauss den äldre märkte av stämningen och vid en sommarfestival den 26 juli 1848 framförde han sin Marsch des einigen Deutschlands (Det enade Tysklands Marsch) Op. 227. På hösten slocknade dock drömmen om ett "Enat Tyskland". Österrikiska trupper slogs i Italien emot avskaffandet av monarkin i två territorier: kungariket Lombardiet-Venetien, båda geografiskt sett italienska men under österrikiskt styre sedan Napoleons fall. Det var endast med en viss möda som monarkin som helhet kunde bevaras. I december 1848 besteg kejsare Frans Josef tronen i Österrike. Kansler blev Felix zu Schwarzenberg (Radetzkys rådgivare) och denne var övertygad om att säkra monarkins enighet med alla medel. Den 4 mars 1849 trädde en ny grundlag i kraft.

## Historia
Det måste ha varit kort tid därefter som Johann Strauss den yngre framförde sin vals Einheits-Klänge för första gången. Titeln hade nu fått ett annat fokus (från enandet av de tyska staterna till monarkins enande) och kunde tolkas som en ödmjukhetsakt till den nya regimen från Strauss, som under revolutionen hade stått på studenternas och revolutionärernas sida sommaren 1848. 
Klaverutdraget till valsen publicerade den 10 juni 1849 men det gavs aldrig ut någon orkesterversion av den. Nutida inspelningar av valsen bygger på arrangemang utifrån klaverutdraget. Valsens inledning använde kompositörens broder, Eduard, i sitt potpurri Blüthenkranz Johann Strauss’scher Walzer Op. 292, som han valde ut och arrangerade 1894 för att fira broderns 50-åriga jubileum som dirigent och kompositör.

## Om valsen
Speltiden är ca 8 minuter och 16 sekunder plus minus några sekunder beroende på dirigentens musikaliska tolkning.

## Weblänkar
- Dynastin Strauss 1849 med kommentarer om Einheits-Klänge.
- Einheits-Klänge i Naxos-utgåvan.